# Campionato europeo maschile di pallacanestro Under-18 1982
Il 10º Campionato europeo di pallacanestro maschile Under-18 (noto anche come FIBA Europe Under-18 Championship 1982) si è svolto in Bulgaria, presso Dimitrovgrad e Haskovo, dal 21 al 28 agosto 1982.

## Squadre partecipanti
- Francia
- Cecoslovacchia
- Spagna
- Finlandia
- Israele
- Ungheria

- Norvegia
- Italia
- Jugoslavia
- Bulgaria
- Germania Ovest
- Unione Sovietica

## Primo turno
Le squadre sono divise in 2 gruppi da 6 squadre, con gironi all'italiana. Le prime quattro si qualificano per la fase successiva ad eliminazione diretta, mentre le ultime giocano per il 9-12 posto.

### Gruppo A
| Team              | Pt | V - P | PF - PS   | Dp   |
| ----------------- | -- | ----- | --------- | ---- |
| 1. Jugoslavia     | 10 | 5 - 0 | 517 - 431 | +86  |
| 2. Bulgaria       | 9  | 4 - 1 | 409 - 363 | +46  |
| 3. Germania Ovest | 8  | 3 - 2 | 421 - 351 | +70  |
| 4. Cecoslovacchia | 7  | 2 - 3 | 385 - 416 | -31  |
| 5. Francia        | 6  | 1 - 4 | 387 - 431 | -44  |
| 6. Norvegia       | 5  | 0 - 5 | 315 - 442 | -127 |

### Gruppo B
| Team                | Pt | V - P | PF - PS   | Dp   |
| ------------------- | -- | ----- | --------- | ---- |
| 1. Unione Sovietica | 10 | 5 - 0 | 523 - 365 | +158 |
| 2. Italia           | 9  | 4 - 1 | 409 - 379 | +30  |
| 3. Spagna           | 8  | 3 - 2 | 482 - 441 | +41  |
| 4. Finlandia        | 7  | 2 - 3 | 379 - 431 | -52  |
| 5. Israele          | 6  | 1 - 4 | 394 - 450 | -56  |
| 6. Ungheria         | 5  | 0 - 5 | 381 - 502 | -121 |

## Fase a eliminazione diretta

### Tabellone 1º-4º posto
|  | Semifinali 1º/4º posto | Semifinali 1º/4º posto | Semifinali 1º/4º posto |                  |            | Finale 1º/2º posto | Finale 1º/2º posto | Finale 1º/2º posto |  |
|  |                        |                        |                        |                  |            |                    |                    |                    |  |
|  | Jugoslavia             | Jugoslavia             | 92                     |                  |            |                    |                    |                    |  |
|  | Jugoslavia             | Jugoslavia             | 92                     |                  |            |                    |                    |                    |  |
|  | Italia                 | Italia                 | 77                     |                  |            |                    |                    |                    |  |
|  | Italia                 | Italia                 | 77                     |                  | Jugoslavia | Jugoslavia         | 87                 |                    |  |
|  |                        |                        |                        |                  | Jugoslavia | Jugoslavia         | 87                 |                    |  |
|  |                        |                        | Unione Sovietica       | Unione Sovietica | 97         |                    |                    |                    |  |
|  | Bulgaria               | Bulgaria               | Unione Sovietica       | Unione Sovietica | 97         | 73                 |                    |                    |  |
|  | Bulgaria               | Bulgaria               |                        |                  |            | 73                 |                    |                    |  |
|  | Unione Sovietica       | Unione Sovietica       | 74                     |                  |            | Finale 3º/4º posto | Finale 3º/4º posto | Finale 3º/4º posto |  |
|  | Unione Sovietica       | Unione Sovietica       | 74                     |                  |            |                    |                    |                    |  |
|  |                        |                        |                        |                  |            |                    |                    |                    |  |
|  |                        |                        |                        |                  |            | Italia             | Italia             | 73                 |  |
|  |                        |                        |                        |                  |            | Italia             | Italia             | 73                 |  |
|  |                        |                        |                        |                  |            | Bulgaria           | Bulgaria           | 84                 |  |

### Tabellone 5º-8º posto
|  | Semifinali 5º/8º posto | Semifinali 5º/8º posto | Semifinali 5º/8º posto |        |                | Finale 5º/6º posto | Finale 5º/6º posto | Finale 5º/6º posto |  |
|  |                        |                        |                        |        |                |                    |                    |                    |  |
|  | Germania Ovest         | Germania Ovest         | 92                     |        |                |                    |                    |                    |  |
|  | Germania Ovest         | Germania Ovest         | 92                     |        |                |                    |                    |                    |  |
|  | Finlandia              | Finlandia              | 77                     |        |                |                    |                    |                    |  |
|  | Finlandia              | Finlandia              | 77                     |        | Germania Ovest | Germania Ovest     | 67                 |                    |  |
|  |                        |                        |                        |        | Germania Ovest | Germania Ovest     | 67                 |                    |  |
|  |                        |                        | Spagna                 | Spagna | 66             |                    |                    |                    |  |
|  | Spagna                 | Spagna                 | Spagna                 | Spagna | 66             | 120                |                    |                    |  |
|  | Spagna                 | Spagna                 |                        |        |                | 120                |                    |                    |  |
|  | Cecoslovacchia         | Cecoslovacchia         | 93                     |        |                | Finale 7º/8º posto | Finale 7º/8º posto | Finale 7º/8º posto |  |
|  | Cecoslovacchia         | Cecoslovacchia         | 93                     |        |                |                    |                    |                    |  |
|  |                        |                        |                        |        |                |                    |                    |                    |  |
|  |                        |                        |                        |        |                | Finlandia          | Finlandia          | 82                 |  |
|  |                        |                        |                        |        |                | Finlandia          | Finlandia          | 82                 |  |
|  |                        |                        |                        |        |                | Cecoslovacchia     | Cecoslovacchia     | 89                 |  |

### Tabellone dal 9º al 12º posto
|  | Semifinali 9º/12º posto | Semifinali 9º/12º posto | Semifinali 9º/12º posto |         |         | Finale 9º/10º posto  | Finale 9º/10º posto  | Finale 9º/10º posto  |  |
|  |                         |                         |                         |         |         |                      |                      |                      |  |
|  | Ungheria                | Ungheria                | 80                      |         |         |                      |                      |                      |  |
|  | Ungheria                | Ungheria                | 80                      |         |         |                      |                      |                      |  |
|  | Francia                 | Francia                 | 81                      |         |         |                      |                      |                      |  |
|  | Francia                 | Francia                 | 81                      |         | Francia | Francia              | 83                   |                      |  |
|  |                         |                         |                         |         | Francia | Francia              | 83                   |                      |  |
|  |                         |                         | Israele                 | Israele | 85      |                      |                      |                      |  |
|  | Israele                 | Israele                 | Israele                 | Israele | 85      | 98                   |                      |                      |  |
|  | Israele                 | Israele                 |                         |         |         | 98                   |                      |                      |  |
|  | Norvegia                | Norvegia                | 75                      |         |         | Finale 11º/12º posto | Finale 11º/12º posto | Finale 11º/12º posto |  |
|  | Norvegia                | Norvegia                | 75                      |         |         |                      |                      |                      |  |
|  |                         |                         |                         |         |         |                      |                      |                      |  |
|  |                         |                         |                         |         |         | Ungheria             | Ungheria             | 77                   |  |
|  |                         |                         |                         |         |         | Ungheria             | Ungheria             | 77                   |  |
|  |                         |                         |                         |         |         | Norvegia             | Norvegia             | 75                   |  |

## Classifica finale
| Campione d'Europa | Campione d'Europa | Campione d'Europa |
| ----------------- | ----------------- | ----------------- |
| Unione Sovietica  |                   |                   |
| Argento           | Jugoslavia        |                   |
| Bronzo            | Bulgaria          |                   |
| 4.                | Italia            |                   |
| 5.                | Germania Ovest    |                   |
| 6.                | Spagna            |                   |
| 7.                | Cecoslovacchia    |                   |
| 8.                | Finlandia         |                   |
| 9.                | Israele           |                   |
| 10.               | Francia           |                   |
| 11.               | Ungheria          |                   |
| 12.               | Norvegia          |                   |